# Rijkswerkkamp Lievelde
Het Rijkswerkkamp Lievelde (Kamp Lievelde) was een joods werkkamp tijdens de Tweede Wereldoorlog in Lievelde. Op 19 augustus 1942 werden de eerste Joodse arbeiders ondergebracht in het kamp.

## Geschiedenis
Op 18 augustus 1942 kreeg het gemeentehuis een bericht binnen dat de volgende dag meerdere joodse dwangarbeiders in het werkkamp zouden aankomen. De arbeiders waren afkomstig uit Dinxperlo, Lochem, Silvolde, Raalte, Deventer en Amsterdam. De gevangenen moesten werken aan de Huttendijk, een gemeentelijke zandweg. NSB-burgemeester Theo Lamers liet de omliggende wegen bij het kamp afsluiten na klachten dat joodse mensen de inwoners lastig zouden vallen en om onder andere voedsel vroegen. Burgemeester Lamers klaagde ook over te veel verboden lectuur in het kamp en dat er te veel pakketjes moesten worden bezorgd in het werkkamp; hij gaf daarop opdracht aan de kantoorhouder van de PTT om de pakketten die aan het kamp waren gericht terug te sturen. Inwoners namen daarop de bezorging van de pakketten over.
Op de avond van 2 oktober 1942 werden de joodse arbeiders uit het kamp op de trein gezet richting kamp Westerbork. De gevangenen kregen te horen dat zij in kamp Westerbork herenigd zouden worden met hun familieleden. De familieleden kregen een brief op de mat met gratis treinkaartjes naar Westerbork en hetzelfde verhaal als de gevangen dat ze herenigd zouden worden, maar in werkelijkheid werden de gevangenen en familie overgeplaatst naar Auschwitz. Geen van de gevangenen overleefde de oorlog.
In 1944 werden delen van het kamp afgebroken en gebruikt voor werkzaamheden aan het zwembad bij Vragender.

### Ontdekking en monument
Kamp Lievelde werd, bij toeval, pas in 1995 ontdekt in het archief van Lichtenvoorde. Bij instanties als Rijks Instituut voor Oorlogsdocumentatie (NIOD) en het Joods Museum was niet bekend dat er in Lievelde een joods werkkamp geweest was.
In 2022 werd in de buurt van waar het oorspronkelijke kamp lag een herinneringsmonument geplaatst.